# Караконир
Каракони́р (каз. Қарақоңыр) — село у складі Отирарського району Туркестанської області Казахстану. Входить до складу Караконирського сільського округу.
Населення — 225 осіб (2021; 232 у 2009, 169 у 1999, 107 у 1989).